# Потеритери (озеро)
Потеритери (англ. Lake Poteriteri) — озеро на Южном острове Новой Зеландии.
Расположено в горной долине в 40 км к западу от города Туатапере, в Национальном парке Фьордленд.
Площадь зеркала — 43 км². Длина — 28 км. Наибольшая ширина — 2 км. Сток озера осуществляется через реку Вэйтуту, которая через 8 километров впадает в западную часть пролива Фово.